# Culex telesilla
Culex telesilla is een muggensoort uit de familie van de steekmuggen (Culicidae). De wetenschappelijke naam van de soort is voor het eerst geldig gepubliceerd in 1945 door de Meillon & Lavoipierre.